# 下福島公園

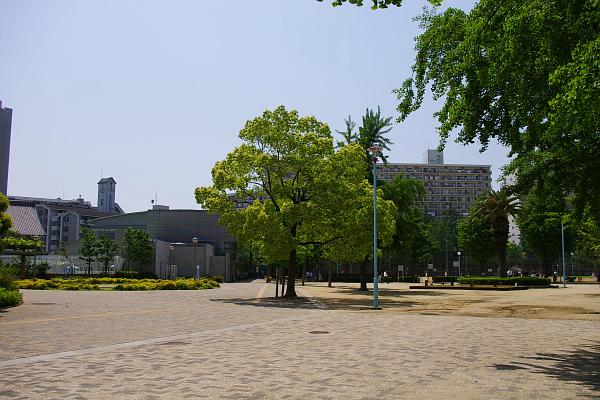
下福島公園 夏の風景

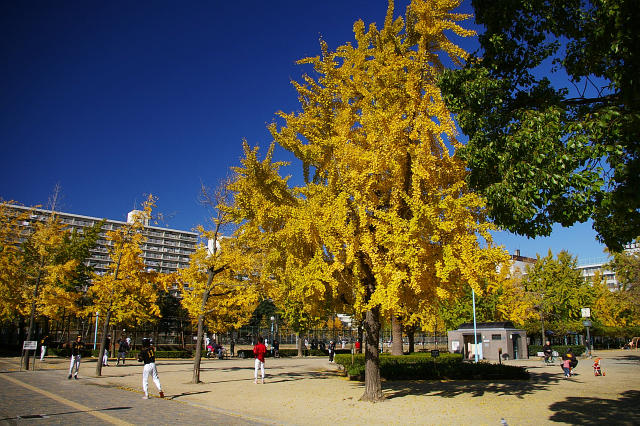
下福島公園 秋の風景

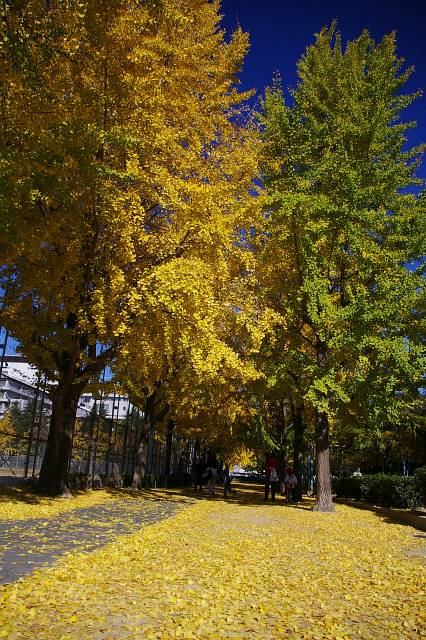
下福島公園 銀杏並木

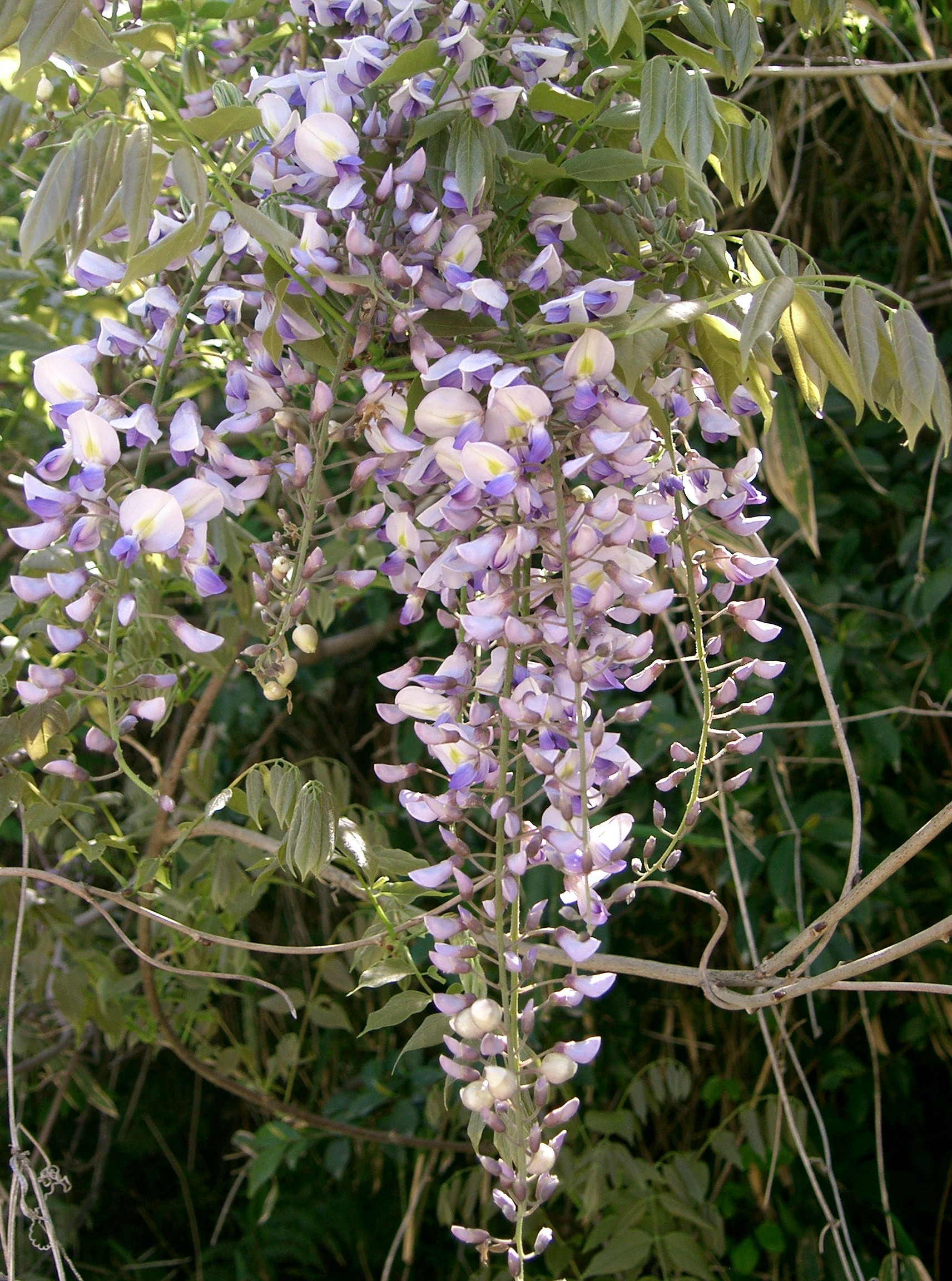
のだふじ

下福島公園（しもふくしまこうえん）は、大阪府大阪市福島区にある都市公園（地区公園）である。

## 概要
かつての大日本紡績株式会社（現ユニチカ株式会社）の主力工場であった福島工場跡地に、大阪厚生年金病院などと共に建設された。
福島区内では福島公園に次いで古い公園であり、面積は区内で最大規模を誇っている。
1894年（明治27年）に日本紡績株式会社本社工場が建設されたときの赤煉瓦壁の一部が公園東側の境界に現存している。この壁は1945年（昭和20年）6月の大阪大空襲や1909年（明治42年）の北の大火の火災延焼を食い止めたものの一部である。（実際に延焼を食い止めたのは福島4丁目3番地付近の工場外壁で、壁の高さは3.5mほどあったといわれている）
公園内にはこの地が発祥の地といわれ、区の花にも指定されているノダフジ（野田藤）が栽培されている。また、足利義詮や豊臣秀吉も訪れた藤庵の庭も復元されて公園内に移設されている（ノダフジ発祥の地の碑は、玉川2丁目の春日神社内に建立されている）。
2001年に下福島プールが改築され、新たに屋内プールおよびトレーニング施設がオープンした。2005年より公営事業の民間開放方針（指定管理者制度）に従って、施設の運営管理をコナミスポーツ株式会社が受託している。
野球グラウンドが2面取れる下福島運動場では、平日は近隣の小中学生の授業やクラブ活動などが、休日には会社員などの野球チームが試合を行っている。
また、下福島運動場の外周に沿って1周480mのジョギングコース（舗装）も整備されている。
公園の管理は、大阪市役所ゆとりとみどり振興局西部方面公園事務所（靱公園内）が行っている。

## 主要な施設
- 下福島プール
- 下福島トレーニングルーム（スタジオおよびマシンジム）
- 下福島運動場
- 藤庵の庭
- 有料駐車場
- 広域避難場所（大阪市の広域避難所に下福島公園一帯が指定されている）

## アクセス

### 鉄道
- 京阪中之島線 中之島駅 徒歩10分
- JR西日本 東西線 新福島駅 徒歩10分
- JR西日本 大阪環状線 福島駅 徒歩10分
- 阪神本線 福島駅 徒歩10分

### バス
- 大阪シティバス 55系統堂島大橋北詰停留所下車

## 周辺情報
- 地域医療機能推進機構大阪病院
- 堂島大橋
- 中之島
- 大阪府立国際会議場
- 天神社（下の天神）
- 福島天満宮 中の天神
- 近隣の大規模住宅

都市機構 アーベイン中之島西（2003年 14階建 305戸）
キングマンション堂島川（1998年 43階建 384戸）
ユニライフ福島（1979年 15階建 492戸）